# ولفسباخ، اتریش
ولفسباخ   (به آلمانی: Wolfsbach) یک منطقهٔ مسکونی در اتریش است که در بخش امستیتن واقع شده‌است. ولفسباخ   ۱٬۸۴۰ نفر جمعیت دارد.